# Getty (Unix)
getty是“get teletype”的缩写,它是一个Unix程序，用来连接物理的或虚拟终端。

## 历史
在PDP-7时代（1970年），video display terminal还没有成熟，用的最多的terminal是ASR-33 teletype。ASR-33 teletype是一种又慢又响的设备，把输出打印到大卷的黄色纸上。早期的UNIX，getty就负责检测串口连接，串口一般就是teletype，连接之后就会执行login命令，login命令在纸上打印信息，要求输入用户名和密码。 

## 发展
现在的tty的意思逐渐变成了text terminal。一个getty进程只支持一个terminal。在一些系统上，如Solaris，并不用getty而用ttymon。